# Магматичні родовища
Магмати́чні родо́вища (рос. магматические месторождения, англ. magmatic deposits; нім. magmatische Lagerstätten f pl) — поклади корисних копалин, що сформувалися в надрах Землі в процесі охолодження і розкристалізації основної або лужної магми, що містить в своєму складі підвищені концентрації цінних мінералів. Вони утворюють різноманітні поклади, що розташовані серед близьких їм магматичних порід.

## Загальна характеристика
Концентрація цінних мінералів у магмі, що вихолоняє, зумовлена різними причинами. Магма при охолодженні може розпадатися на дві рідини, що не змішуються (процес ліквації, який приводить до виникнення лікваційних родовищ), прикладом яких є сульфідні мідно-нікелеві руди. Цінні мінерали при розкристалізації магми можуть виділитися раніше від інших, зосередитися на дні магматичного резервуара і сформувати поклади ранньомагматичних родовищ (акумулятивних, або сеґреґаційних родовищ). До них належать деякі родовища руд хрому, титану і заліза. Оригінальними ранньомагматичними утвореннями є трубки кімберлітів Сибіру і Південної Африки, що складаються із застиглої магми ультраосновного складу (кімберліт), що містить кристали алмазів, які виділилися на ранній стадії її охолодження. У магмі, багатій газом, при її розкристалізації речовина корисної копалини може сконцентруватися в легкоплавкому залишковому розплаві і при подальшому твердінні утворити пізньомагматичні родовища. Серед них відомі родовища титаномагнетитового типу — гори Качканар на Уралі, хромітів Південного Уралу, апатитів Кольського півострова, танталу, ніобію і рідкісноземельних елементів. Значно рідше магматичні родовища виникають у вигляді потоків, що виливаються з жерла вулканів, як, наприклад, потоки сірки вулканів Італії і Японії і магнетитових розплавів вулкана Ель-Лако в Чилі. Серед магматичних родовищ найзначніші родовища руд заліза, титану, ванадію, хрому, платиноїдів, міді, нікелю, кобальту, апатиту, алмазів, ніобію, цирконію і гафнію.